# Старий Турай
Старий Тура́й (рос. Старый Турай) — хутір у складі Тюльганського району Оренбурзької області, Росія.

## Населення
Населення — 94 особи (2010; 103 у 2002).
Національний склад (станом на 2002 рік):
- росіяни — 65 %
- казахи — 31 %